# Giovanni Capurro
Giovanni Capurro (Nápoles, 5 de febrero de 1859 - ib., 18 de enero de 1920) fue un poeta italiano, recordado en la actualidad sobre todo por ser el autor de la letra de la canción napolitana 'O sole mio, cuya música fue compuesta por Eduardo di Capua en 1898.

## Biografía
Nació en el barrio de Montecalvario, en el centro histórico de Nápoles. Fue el único hijo de Antonio Capurro, profesor de lengua, y su esposa Francesca Prestopino, natural de Sicilia.
Estudió flauta en el conservatorio de San Pietro a Majela y además de poeta, a lo largo de su vida fue pianista y periodista en el diario Roma, donde escribía críticas teatrales y desarrollaba tareas administrativas. Escribió la letra de numerosas canciones para diversos compositores, como Eduardo di Capua, Francesco Buongiovanni, Vincenzo Di Chiara y Salvatore Gambardella, entre ellas: «Carmela ‘e San Sivero», «’O Pizzaijuolo nuovo», «’A vongola and Catarì!», «Nun saccio spiegà...», «Quanno màmmeta nun ce sta!», «Ammore che gira», «Così, com'è», «A capa quanno 'a miette?», «Eh?», «Il disperato eccentrico», «A zarellara», «Addò ce mette 'o musso Margarita», «Perì-pperò» y «Lilì Kangy». Su obra más conocida es la letra de 'O sole mio, texto que fue musicalizado por el compositor Eduardo di Capua, convirtiéndose en un gran éxito que ha sido interpretado por numerosos cantantes, entre ellos el célebre Enrico Caruso, Andrea Bocelli, Elvis Presley y Luciano Pavarotti.